# Korinna z Tanagry

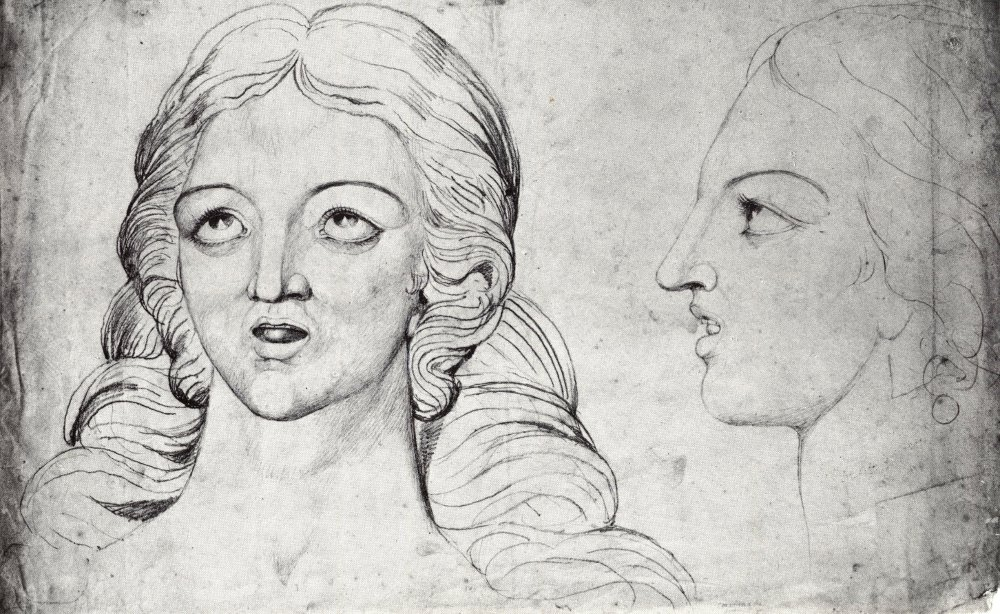
Dvě kresby Korinny ze série Visionary Heads, autor: William Blake (1757-1827)

Korinna (starořecky Κόριννα) byla starořecká básnířka.
Korinna, lyrická básnířka z boiótské Tanagry podle Pausania soupeřila s Pindarem (5. století př. n. l.), ale ve skutečnosti je možné, že tvořila až ve 3. století př. n. l. nebo později. Boióťanka Korinna své lyrické básně (hlavně narativní básně z místních boiótských mytických témat) skládala v místním aiolském nářečí. Svými jedinečnými vyjadřovacími schopnostmi do jisté míry ovlivnila dórskou sborovou lyriku a pozdější básníky (např. Theokritovy idyly z 1. pol. 3. stol. př. n. l. atd.). Její básně byly zřejmě známy ještě římským básníkům v době Augusta, tj. na přelomu našeho letopočtu. Z básnických děl Korinny se zachovaly jen nepatrné zlomky (např. Závody dvou hor Kithairónu a Helikónu ve zpěvu).
Řecký cestovatel Pausanias o Korinně zaznamenal: „Na významném místě města postavili památník Korinny, která jediná v Tanagre skládala verše. Na cvičišti také mají její obraz, představující dívku, jak si ovinuje stužku kolem hlavy na připomínku toho, jak písní (básní) zvítězila v Thébách nad Pindarom. Jsem přesvědčen, že zvítězila nářečím, protože přednášela verše ne v dórštině jako Pindaros, ale tak, že tomu mohli i Aiólové rozumět, také proto, že vynikala nad ostatními ženami spanilostí, pokud můžeme usuzovat z podoby.“ Dle Plutarcha, řeckého historika, Korinna ještě mladému Pindarovi řekla, že člověk by měl sít rukou, ne celým pytlem, vyčítala mu, že se ve své poezii až příliš zabývá mytickou tematikou. Řecký básník Antipatros ze Soluně ji zařadil mezi devět „lyrických Múz“, mezi hvězdy, které kdysi zářily na obloze řecké. Silanión, aténský sochař ze 4. století př. n. l., jí zhotovil portrétní sochu.